# Kesseldorf
Kesseldorf – miejscowość i gmina we Francji, w regionie Grand Est, w departamencie Dolny Ren.
Według danych na rok 1990 gminę zamieszkiwało 317 osób, a gęstość zaludnienia wyniosła 44 os./km².